# Автошлях Т 1006
Автошлях Т 1006 — автомобільний шлях територіального значення в Київській області. Проходить територією Васильківського та Обухівського районів. Загальна довжина — 14,2 км.